# 赵茂
赵茂（1099年8月26日—1099年10月6日）宋哲宗兒子，昭懷皇后所生。追贈献愍太子。
元符二年八月初八戊寅出生，九月初八丁未，生母劉賢妃被封為皇后。九月二十己未，只活了兩個月，就夭折了。追賜名茂，追封越王，谥号冲献。崇宁元年，改谥献愍太子。

## 延伸阅读
[在维基数据编辑]
 《宋史/卷246》，出自脱脱《宋史》